# Пенчо Койчев
Пенчо Генчев Койчев е български архитект, един от най-авторитетните през първата половина на XX век. Сред известните негови проекти са Съдебната палата в София, северното крило на сградата на Народното събрание, лятната резиденция в Царска Бистрица, мавзолеят „Свети Георги“ в Плевен, старата поща в Пазарджик, Съдебната палата в Русе, Съдебната палата в Етрополе, храм „Св. св. Константин и Елена“ във Враца, санаториум за гръдно болни в Искрец и други.

## Биография
Пенчо Койчев е роден на 27 януари 1876 г. в град Дряново. Още когато е много малък семейството му се мести в Силистра, където живеел неговият чичо. Учи в Силистра, а после в Русе, където завършва средното си образование. След това заминава студент в Ганд, Белгия, където първоначално изучава инженерство, но скоро става студент на Луи Клоке и завършва с отличие архитектура.  Завръща се в България, 9 месеца живее в при родителите си в Силистра, след което е назначен В Министерството на обществените сгради от 1 март 1902 г. На 28 юли 1902 г. става окръжен архитект в Плевен, от 22 февруари 1903 г. пак е в Министерството на обществените сгради. От 31 декември 1906 до 1 септември 1914 е „началник на бюро за зданията при Дирекцията на постройките на железниците и пристанищата“ в София.
Жени се на 28 септември 1908 г. за Невена Тричкова, а следващата година се ражда синът му Борис Койчев, който ще стане професор по биохимия. До излизането си в пенсия през 1933 г. заема постове в редица държавни учреждения и заедно с това преподава и практикува частно архитектурната си професия.
Умира на 27 януари 1957 г. от кръвоизлив в мозъка.

## Кариера
Една сграда с магазин в Русе е първата му реализация в България през 1901 г. През следващите три десетилетия успоредно с публичните проекти, които реализира, Койчев работи и за частни лица: в София са запазени няколко от неговите жилищни сгради. През 1903 г. започва строеж на паметника-мавзолей „Свети Георги“ в Плевен, който е в чест на загиналите руски войници при боевете край Плевен. Днес това е един от символите на града. През 1906 г. се заема със санаториума за гръдно болни в Искрец. В 1910 г. царица Елеонора му възлага проектирането и ръководството на строежа на двореца в Царска Бистрица. Покрай ангажиментите в министерството Койчев е частен преподавател по архитектурни стилове в Рисувалното училище, и от 1914 г. до 1917 г. – редовен преподавател в средното техническо училище. В 1919 г. става директор на архитектурния отдел на строително дружество „Средец“, а от март 1924 г. е началник на архитектурното отделение при Министерството на благоустройството. На 1 юни 1928 г. от Министерството на правосъдието му поверяват да изработи плановете и да ръководи строежа на Съдебната палата в София. Това е последният му проект.
В последната година от своя живот Пенчо Койчев публикува написана по-рано монография за Съдебната палата. В началото на своята кариера той редовно е писал статии за периодичните издания на Българското Инженерно и Архитектурно Дружество (БИАД). Тема, която го занимава в ранните години е за резбарския занаят като самобитно българско изкуство от епохата преди Освобождението. Автор е на предговора към брошура със скици от Трявна, рисувани от арх. Пантелей Цветков.

### Проекти и Реализации
В кариерата си Койчев е заемал редица административни постове, свързани с архитектурни дейности. Носил е отговорност за строеното от съответните учреждения, но и се счита за автор, макар често пъти неговата роля да се оспорва.
- Мавзолей „Свети Георги“ в Плевен (1903)
- Поща в Пазарджик 1910,
- Санаториум в Искрец (1911-1919)
- Лятната резиденция в Царска Бистрица (1911-1914)
- Гари (1917-9): Видин, Лом, Свищов
- Северното крило на сградата на Народното събрание (1925-8)[8]
- Съдебни палати: Ботевград, Велинград , Етрополе, Нови пазар, Първомай, Пещера, Русе, София (1929-1940),[8] Трявна, Тополовград, Харманли.
- Жилищни сгради в София[9] [10] (1903-1933), Пловдив

- Съдебната палата в София
- Съдебната палата в Русе
- Съдебната палата в Етрополе
- Дворецът в Царска Бистрица
- Пощата в Пазарджик
- Параклис-мавзолеят „Св. Георги Победоносец“, Плевен
- Аптека „Марица“, Пловдив

## Памет
Паметник на Пенчо Койчев е официално открит в Дряново през 2021 г., а личният му архив е предаден за съхранение на местния Исторически музей. Надписът от паметна плоча на Съдебната палата в София гласи: „Софийската Съдебна Палата е построена от български архитекти, инженери и майстори по проект на арх. Пенчо Койчев“. На името на арх. Пенчо Койчев е кръстена улица в квартал „Симеоново“ в София (Карта).